# Music Inspired by the Lord of the Rings
Music Inspired by the Lord of the Rings is het vierde studio muziekalbum van de Britse muziekgroep Mostly Autumn. Het album is niet zo zeer geïnspireerd door het boek van Tolkien, maar opgenomen vanwege het feit dat de nieuwe filmcyclus werd opgenomen. Het is het eerste studioalbum dat werd opgenomen voor hun nieuwe platenlabel Legend Records, een onderdeel van Classic Rock Legends. Het album is in 14 dagen opgenomen in de Fairfield Studios in Hull.

## Musici
- Bryan Josh – zang en gitaar
- Heather Findlay – zang, akoestische gitaar, bodhrán, tamboerijn, blokfluit
- Iain Jennings – keyboards
- Angela Goldthorpe – dwarsfluit, blokfluit, zang
- Laim Davison - gitaar
- Andy Smith – basgitaar
- Jonathan Blackmore – slagwerk

met:
- Duncan Rayson - keyboards (tracks 3 en 5); programming (3 en 5)
- Marcus Bousfield – viool
- Marissa Claughan – cello
- Chè – djembe

## Composities
1. "Overture - The Forge of Sauron" (Josh/Jennings)(4:07)
2. "Greenwood the Great (Shadowy Glades)" (Josh)(5:25)
3. "Goodbye Alone" (Josh) (6:52)
4. "Out of the Inn" (Josh) (5:19)
5. "On the Wings of Gwaihir" (Josh) (5:03)
6. "At Last to Rivendell" (Jennings) (3:38)
7. "Journey's Thought" (Josh/Jennings) (4:31)
8. "Caradhras the Cruel" (Josh) (2:30)
9. "The Riders of Rohan" (Josh/Jennings) (3:33)
10. "Lothlorien" (Findlay/Josh) (3:42)
11. "The Return of the King" (Josh) (3:19)
12. "To the Grey Havens" (Josh/Jennings) (5:59)
13. Helm's Deep (livevideo op de PC) (6:30)